# Puchar Świata w kolarstwie przełajowym 1995/1996
Puchar Świata w kolarstwie przełajowym w sezonie 1995/1996 to 3. edycja tej imprezy. Organizowany przez UCI, obejmował tylko zawody dla mężczyzn. Pierwszy wyścig odbył się 15 października 1995 roku w szwajcarskim Wangen, a ostatni 21 stycznia 1996 roku we francuskim Pontchâteau.
Trofeum sprzed roku bronił Włoch Daniele Pontoni. W tym sezonie triumfował jego rodak - Luca Bramati.

## Wyniki
| Lp | Miejscowość      | Data                 | 1. miejsce      | 2. miejsce          | 3. miejsce     |
| -- | ---------------- | -------------------- | --------------- | ------------------- | -------------- |
| 1. | Wangen           | 15 października 1995 | Luca Bramati    | Richard Groenendaal | Dieter Runkel  |
| 2. | Heerlen          | 29 października 1995 | Luca Bramati    | Richard Groenendaal | Jérôme Chiotti |
| 3. | Basiliano        | 12 listopada 1995    | Luca Bramati    | Wim De Vos          | Beat Wabel     |
| 4. | Praga            | 2 grudnia 1995       | Dieter Runkel   | Daniele Pontoni     | Jiří Pospíšil  |
| 5. | Igorre           | 15 stycznia 1995     | Daniele Pontoni | Luca Bramati        | Jiří Pospíšil  |
| 6. | Loenhout         | 28 grudnia 1995      | Paul Herijgers  | Richard Groenendaal | Luca Bramati   |
| 7. | Sablé-sur-Sarthe | 21 stycznia 1996     | Paul Herijgers  | Richard Groenendaal | Luca Bramati   |

## Klasyfikacja generalna
| Lp. | Zawodnik            | Punkty |
| --- | ------------------- | ------ |
| 1.  | Luca Bramati        | 100    |
| 2.  | Richard Groenendaal | 83     |
| 3.  | Beat Wabel          | 63     |
| 4.  | Dieter Runkel       | 57     |
| 5.  | Daniele Pontoni     | 56     |
| 6.  | Adrie van der Poel  | 54     |
| 7.  | Erwin Vervecken     | 49     |
| 8.  | Wim De Vos          | 46     |
| 9.  | Radomír Šimůnek     | 45     |
| 10. | Jérôme Chiotti      | 43     |